# Citroenzuur
Citroenzuur is een organisch zuur. Het komt bijzonder veel voor in vruchten uit het geslacht Citrus, maar een reeks van groenten- en fruitsoorten bevat dit zuur in hoeveelheden die relevant zijn voor de voeding. Het is het begin- en eindpunt van de citroenzuurcyclus, die een hoofdrol speelt in de cellen van alle aerobe levensvormen, en is daarmee een van de basisstoffen van het leven. Het is een natuurlijk conserveermiddel en antioxidant en wordt ook veel gebruikt om een zure smaak aan voedsel te geven. In de biochemie is het een belangrijke intermediair in de citroenzuurcyclus. Het is een voedingszuur met E-nummer E330. 
De industriële productie heeft de winning uit citrusfruit grotendeels verdrongen. Tegenwoordig wordt citroenzuur industrieel bereid door middel van fermentatie. Een van de grote leveranciers in Europa is Citrique Belge.
Bij de vorming van citroenzuur kristallen wordt per molekuul citroenzuur één molekuul water ingesloten als kristalwater. De brutoformule wordt dan C6H8O7•H2O.
Zouten en esters van citroenzuur worden citraten genoemd.

## Zure eigenschappen
Citroenzuur is een driewaardig zuur. De pH van een oplossing van 50 gram per liter bedraagt 1,8 (bij 20 °C).

## Productie
Citroenzuur wordt industrieel bereid, onder andere door fermentatie van sacharose en glucose met behulp van de schimmel Aspergillus niger. Dit heeft de grootschalige winning uit citrusfruit grotendeels verdrongen. Een van de grootste producenten ter wereld is Citrique Belge,  in de Vlaams-Brabantse plaats Tienen.
Henri van Kol beschreef hoe citroenzuur in het begin van de twintigste eeuw op Dominica bereid werd uit limoenen: Men oogstte 120 barrels limoenen per acre, waarvan het geperste sap werd ingekookt tot een tiende van zijn volume. De gebruikte maten zijn niet eenduidig, maar won men zeker meer dan 120 liter concentraat per hectare, wat 1030 gulden opbracht. Het concentreren en de verdere bereiding ging als volgt: 
"Het citroenzuur wordt verkregen door koken van dit sap in looden potten, waarbij men het met fijn krijt vermengt, om de onoplosbare citroenzure kalk te doen afscheiden. Deze wordt dan met zwavelzuur bewerkt, die alle kalk er aan onttrekt, en alleen oplosbaar citroenzuur overlaat, dat men wat indampt en dan laat kristalliseeren, waarvoor meestal vier dagen nodig zijn; er vormen zich hierbij fraaie ruitvormige prisma's." 
Van Kol merkt nog op dat citroenzuur luchtdicht afgesloten moet worden omdat het gemakkelijk bederft door schimmels; in de industriële bereiding worden die juist ingezet. Het zuur was goed voor de helft van de exportwaarde van Dominica; het was, samen met Montserrat het "voornaamste limoeneiland" geworden. 

## Toepassingen
Citroenzuur wordt onder andere gebruikt:
- om levensmiddelen op de juiste zuurtegraad te brengen (zuurteregelaar)
- om cosmetica op de juiste zuurtegraad te brengen
- als hulpmiddel bij het etsen van metalen
- als schoonmaakmiddel om kalkaanslag en aanslag van algen (bijvoorbeeld op warmtewisselaars) te verwijderen of te voorkomen
- voor het ontkalken van huishoudelijke apparatuur
- om metalen voorwerpen te ontdoen van roest
- als reukloos stopbad bij het ontwikkelen van fotoafdrukken
- als antistollingsmiddel bij bloedafname
- als (biologische) toiletreiniger
- als buffer in de chemie
- Citroenzuurzouten (citraten) worden als hulpmiddel voor het regelen van polariteit en biobeschikbaarheid in medicatie gebruikt

Het wordt niet aanbevolen om een citroenzuuroplossing te gebruiken als ontkalker voor verwarmde pompaangedreven leidingsystemen zoals koffiemachines of warmtewisselaars vanwege het risico op verstopping. Dit omdat het wateroplosbare calciumdicitrato-complex, dat ontstaat uit calciumcarbonaat en citroenzuur, bij hogere temperaturen uiteen valt. Daarbij ontstaat het in water onoplosbare calciumcitraat Ca3(Cit)2. Dit onoplosbare calciumcitraat lost wel weer op bij veel citroenzuur.
Het citraation wordt toegepast bij de bereiding en stabilisering van goud-nanopartikels ofwel goud-solen.